# عبدل‌آباد (نرماشیر)
عبدل‌آباد، روستایی در دهستان پشت‌رود بخش مرکزی شهرستان نرماشیر در استان کرمان ایران است.

## جمعیت
بر پایه سرشماری عمومی نفوس و مسکن در سال ۱۳۹۵، جمعیت این روستا برابر با ۲۳۷ نفر (۷۳ خانوار) بوده‌است.